# Dafni e Cloe (Rousseau)
Dafni e Cloe (francese: Daphnis et Chloè) è un'opera incompiuta di Jean-Jacques Rousseau in due atti e prologo, su libretto di Olivier de Corancez. È ispirata al racconto di Longo Sofista Le avventure pastorali di Dafni e Cloe, e rappresenta l'ultimo lavoro operistico di Rousseau.

## Storia
Rousseau iniziò a comporre Dafni e Cloe dopo il suo incontro con Christoph Willibald Gluck (avvenuto nel febbraio del 1774 a Parigi) e in seguito alla prima assoluta dell'opera Ifigenia in Aulide del compositore tedesco (a cui Rousseau ebbe occasione di partecipare in qualità di spettatore).
Rousseau rimase molto colpito dallo stile musicale di Gluck (come si evince dalla sua lettera a Charles Burney), e si convinse di aver trovato la risposta all'annosa questione sulla musica vocale francese (questione che, ventidue anni prima, aveva fatto infiammare la sua Querelle con Jean Philippe Rameau).
Incominciò l'opera nel giugno di quell'anno, lavorando in linea con le concezioni estetiche che aveva appena acquisito. A questo proposito scrive: "Oserei dire che il piacere delle orecchie debba a volte prevalere sulla verità dell'espressione..."
Il suo amico François de Chambrier riferisce: "... [Rousseau] mi ha cantato vari pezzi [da Dafni e Cloe] che ho trovato estremamente piacevoli..."
Tuttavia il lavoro non venne portato a compimento: Rousseau abbandonò la composizione di Dafni e Cloe nel 1776 (a causa della sua salute malferma), e nel 1778 morì.
La pubblicazione (sotto il titolo di Fragmens de Daphnis et Chloè) avvenne nel 1779 ad opera di René-Louis de Girardin, tramite la casa editrice Esprit di Parigi.
La prima esecuzione assoluta si ebbe solamente nel 2003, nell'ambito del Festival di Mezza Estate di Tagliacozzo.
Il m° Willy Merz s'incaricò della revisione degli abbozzi Roussoiani, e diresse l'orchestra Wiener Barock Solisten al Teatro Talia di Tagliacozzo, il 6 agosto di quell'anno. All'esecuzione partecipò anche il Coro La Rupe.

## Struttura

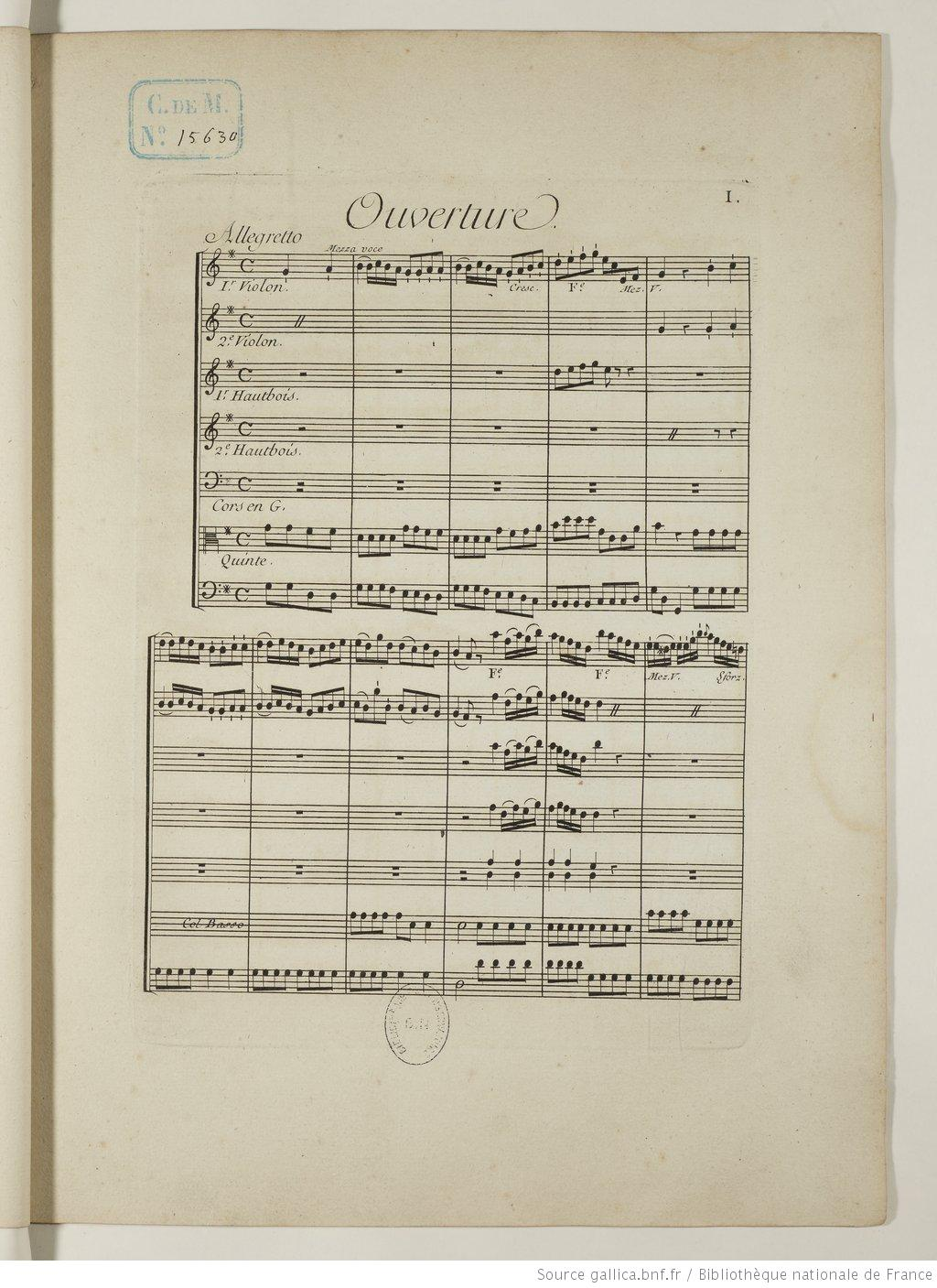
Ouverture di Dafni e Cloe

Assimilabile al genere del Pastorale héroïque, quest'opera è costituita da un prologo e due atti (anche se ci rimangono ultimati solo l'ouverture e il primo atto).
Del secondo atto, del prologo e degli intermezzi ci sono pervenuti solo degli schizzi.
La musica, in quanto affine al modello gluckiano, presenta un gusto italianizzante.

## Organico
La partitura orchestrale prevede:
- due oboi
- due clarinetti
- due corni naturali
- fagotto
- archi
- basso continuo

## Trama

### Atto I
Philetas, anziano pastore dell'isola di Lesbo, si lamenta con la pastorella Aphne poiché non riesce a trovare un amico che ami la musica come lui.
I due, in seguito, dichiarano la loro invidia per l'amore che lega Daphnis (Dafni) a Chloè (Cloe), quindi si allontanano.
A questo punto giunge Chloè, che mentre attende l'amato Daphnis si addormenta.
Egli la risveglia con un bacio, e le fa sapere di essere stato chiamato a corte dal nobile Dyras (il signorotto del luogo), prevedendo di rimanervi per un breve periodo.
Allora Daphnis e Chloè giurano reciprocamente il loro amore.
Chloè, disperata per la partenza di Daphnis, vede arrivare un coro di pastori al seguito del ricco Lampis (infatuato di lei).
Egli le promette ogni genere di ricchezza e bene, e poi la porta via con sé.

### Atto II
Chloè viene liberata da Philetas, ed entra in scena accompagnata da un coro pastorale.
Ma quando viene a sapere che Dyras ha riconosciuto Daphnis come suo figlio, e che quindi egli dovrà rimanere a corte per tutta la vita, la sua felicità si spegne.
Tuttavia l'amato è riuscito a fuggire, e dichiara di essere scappato per incontrarla.
Dyras va a cercare Daphnis, ma appena vede Chloè si ricorda di aver salvato quest'ultima quand'era neonata.
Gli torna in mente, inoltre, che anche lei è di sangue blu (come Daphnis).
Commosso dall'amore che lega i due protagonisti, consente il loro matrimonio.
Il finale vede un coro di pastori cantare le lodi della vita bucolica.